# Yankee (film)
(il Filosofo)
Yankee è un film del 1966 diretto da Tinto Brass.
Il film è stato uno tra i 32 film scelti per la retrospettiva dedicata agli spaghetti-western durante la Mostra internazionale d'arte cinematografica di Venezia del 2007.

## Trama

Il Grande Concho

Uno yankee, arriva in città, ma viene subito avvisato da un cercatore d'oro, sul fatto che si trova nella terra del grande Concho, un bandito sanguinario. Nella piazza della città infatti ci sono tre uomini impiccati, tre banditi che hanno cercato di sottrarre il bottino di una rapina al grande Concho, ma questi ha mandato i suoi sgherri a cercarli e li ha fatti impiccare. Manca soltanto l'ultimo bandito, che aveva con sé la gran parte dell'oro. Lo yankee vede le taglie degli uomini del Concho dallo sceriffo, così si reca dal Concho per proporgli un affare. Ma, il bandito, non vuole ascoltare ragioni, allora lo Yankee, per liberarsi dalla scottante situazione, dice di aver trovato il bandito che il Concho sta cercando e di aver nascosto il bottino. Allora il Concho lo manda con degli uomini a recuperarlo, ma lui, approfittando del buio di una miniera li uccide tutti, tranne uno. Quest'ultimo, ferito, viene mandato ad avvisare il Concho dell'avvenuto. Intanto però, il Concho ha in piano un'altra rapina, perciò vengono lasciati solo pochi uomini a difesa della sua magione. Lo Yankee così, si nasconde nel carro del becchino e arriva alla tenuta. Qui, il becchino, dice agli uomini di aver visto lo Yankee in città, e quei pochi rimasti corrono via. Così, lo Yankee ruba dei dipinti che ritraggono il grande Concho e porta via la sua donna. 

Una delle inquadrature fumettistiche

Tornato alla magione, il Concho si arrabbia con i suoi uomini per la loro ingenuità e ne sfregia uno, Luiz, con una frustata in pieno volto. 
Lo Yankee intanto, porta la donna in una città abbandonata e la lega lì. Tornato in città, appende i ritratti del Concho come dei manifesti per taglie, e, quando il Concho li vede, dà fuoco alle case uccidendo chi scappava fuori dalle fiamme. Lo Yankee non riuscendo a resistere alla vista del massacro, corre alla città abbandonata e suona le campane della chiesa diroccata. Il Concho sentendo le campane, capisce che lo Yankee doveva essersi nascosto lì e lo raggiunge con tutta la sua banda. Qui lo Yankee, approfittando della eco creata dai ruderi ed esponendo la donna del Concho, riesce ad uccidere alcuni dei suoi uomini, ma alla fine viene preso. 
(lo Yankee, approfittando della eco)

Il duello finale

Catturato e torturato però, quella stessa notte viene liberato da Luiz, lo sfregiato, che gli propone un'alleanza per liberarsi del Concho. Lo Yankee così viene a sapere di una rapina che avverrà il giorno dopo, e scappa via. All'indomani, sul luogo della rapina, lo Yankee si apposta e aspetta il momento opportuno. Quando tutti i banditi festeggiano dopo il furto e depongono le armi, lo Yankee insieme a Luiz li uccide tutti, tranne il Concho. Questi, con una frustata riesce a disarmare e ad uccidere Luiz. Voltandosi però, trova lo Yankee anche lui armato, che gli propone un accordo. Il Concho rifiuta ogni tipo di patto, così lo Yankee lo uccide, intasca i soldi della taglia, e riparte.
Sulla via ritrova il cercatore d'oro che all'inizio del film lo aveva redarguito, che lo guarda in silenzio, continuando a settacciare il fiume.

## Produzione

Particolare di una scena girata interamente in controluce

### Regia
Come lo stesso Tinto Brass dice in un'intervista :
(Tinto Brass)

## Titoli per l'estero
- El Yankee (Spagna)
- L'americano (Italia)